# LIVE FILMS ゆずのみ
『LIVE FILMS ゆずのみ』　（ライブ　フィルムス ゆずのみ）は、ゆずのライブビデオ。2017年12月6日にトイズファクトリーから発売。
「LIVE FILMS ゆずイロハ」と同時発売。

## 概要
2016年11月26日・27日に東京ドームで開催された、「デビュー20周年突入記念弾き語りライブ＜ゆずのみ＞」の2日目、27日公演の模様を完全収録。
開催日から発売までの期間が他の映像作品と比べて比較的長い。
「DOME★BONBAYE 20周年ver.」、「3番線」、「GO★GO!!サウナ」、「OLA!!」 、「LOVE & PEACH」ではTraps Drums A400NCを用いて披露された。
ライブの中盤では、秋田県能代市の灯籠天空の不夜城・愛季が登場。
またBSスカパーで放送された際、アンコールはカットされていたが本作にはアンコールの映像も収録されている。
本作品と、同時発売の「LIVE FILMS ゆずイロハ」と「ゆず太郎スノードームXmas仕様」、ゆず×クリスチャンダダSPコラボレーション「20周年オリジナルMA-１」、さらにLIVEチケット「YUZU X'mas SPECIAL LIVE 2017～今夜君を迎えに行くよ～」がセットになった「ゆず　20周年記念プレミアムBOX」がファンクラブ限定で販売された。

## 収録曲
1. 春一番
キャンディーズのカバー曲。「ふたりのビッグ(エッグ)ショー」以来15年ぶりの披露となった。
2. DOME★BOMBAYE 20周年Ver.
ドーム会場で弾き語りライブを行う際、欠かさず歌われている「DOME★BOMBAYE」の20周年バージョン。
3. いこう
4. 待ちぼうけ
5. 濃
6. 贈る詩
7. 春風
8. 連呼
9. 3番線
10. Go★Go!! サウナ
11. 飛べない鳥
12. 心のままに
13. おっちゃんの唄<岩沢厚治ソロ>
14. ねぇ<北川悠仁ソロ>
15. 栄光の架橋
16. 虹
17. 友達の唄
18. OLA!!
19. LOVE & PEACH
20. 少年
21. 夏色
22. 嗚呼、青春の日々(EN)
23. 友 〜旅立ちの時〜(EN)
24. サヨナラバス(EN)
25. 雨のち晴レルヤ(EN)
26. 蛍の光(EN)
日本の唱歌のカバー。
27. てっぺん(EN)

## 特典映像
1. ゆずのみライブドキュメント「THE INTERVIEW ゆずのみ」